# Trastorn esquizoide de la personalitat
El trastorn esquizoide de la personalitat (TEP) està englobat dins del grup A dels trastorns de la personalitat. És diferent de l'esquizofrènia. Els individus que el pateixen tenen un gran distanciament de les relacions socials i una restricció de l'expressió emocional. Pot aparèixer durant la infantesa o l'adolescència encara que se sol diagnosticar en l'edat adulta. La seva prevalença s'estima en menys de l'1% de la població.

## Diagnòstic segonsDSM IV
Els criteris DSM IV per al trastorn esquizoide de la personalitat són:
A. Un patró general de distanciament de les relacions socials i de restricció de l'expressió emocional en el pla interpersonal, que comença al principi de l'edat adulta i es dona en diversos contexts, tai i com ho indiquen quatre (o més) dels següents punts:
1. ni desitja ni gaudeix de les relacions personals, inclòs el formar part d'una família
2. escull gairebé sempre activitats solitàries
3. té escàs o gens d'interès a tenir experiències sexuals amb una altra persona
4. gaudeix amb poques o cap activitat
5. no té amics íntims o persones de confiança, a part dels familiars de primer grau
6. es mostra indiferent als afalacs o les crítiques dels altres
7. mostra fredor emocional, distanciament o aplanament de l'afectivitat

B. Aquestes característiques no apareixen exclusivament en el transcurs d'una esquizofrènia, un trastorn de l'estat d'ànim amb símptomes psicòtics o un altre trastorn psicòtic i no són causades pels efectes fisiològics directes d'una malaltia mèdica.

## Relacions socials
D'acord amb Gunderson els individus amb trastorn esquizoide de la personalitat es troben perduts sense les persones que normalment es troben al seu voltant perquè necessiten una sensació de seguretat i estabilitat. Tanmateix, quan l'espai personal vital és envaït, es troben ofegats i senten la necessitat d'alliberar-se i ser independents. Les persones amb personalitat esquizoide són més felices quan es troben en relacions en les quals el company demanda poques exigències emocionals o íntimes.
Les persones amb personalitat esquizoide són vistes com a distants, fredes i indiferents, la qual cosa els causa alguns problemes socials, i poden patir persecució en els diversos plans de la seva existència, escolar, laboral, familiar, i en general una devolució social de la seva indiferència. La major part d'aquests individus tenen dificultats a establir relacions personals o a expressar els seus sentiments d'una manera significativa, i poden romandre passius en situacions desfavorables. A causa de la falta de comunicació amb altres persones, els que són diagnosticats de trastorn esquizoide poden no tenir un reflex clar d'ells mateixos i no saber com es porten amb d'altres. El reflex és important perquè siguin més conscients de si mateixos i de les seves accions en entorns socials. El seu món interior els resulta suficient i les seves idees les consideren objectiu de valor; són capaços de portar direccions oposades a les de la normalitat grupal del seu entorn i de desafiar-les. Existeix una fòbia grupal característica.
Les persones amb trastorn esquizoide de la personalitat són sovint sexualment apàtiques, encara que normalment no pateixen d'anorgàsmia. Molts esquizoides tenen necessitats sexuals normals i prefereixen masturbar-se en lloc d'haver d'enfrontar-se als aspectes socials de trobar una parella sexual. Per tant, les seves necessitats sexuals poden semblar menors que en el cas dels no esquizoides, ja que l'esquizoide prefereix romandre sol. Quan tenen sexe, aquests individus sovint senten que el seu espai personal és violat, i comunament senten que la masturbació o l'abstinència sexual és preferible a la perduda de la intimitat que han de suportar per tenir sexe.

## Diagnòstic diferencial
El trastorn esquizoide de la personalitat comparteix diversos aspectes amb la depressió, el trastorn de personalitat per evitació i la Síndrome d'Asperger, i pot resultar difícil distingir-los entre si. Tanmateix, existeixen característiques diferenciadores importants:
- Mentre que les persones amb trastorn esquizoide poden sofrir depressió, aquest no sempre és el cas. Contràriament a les persones amb depressió, les esquizoides no solen considerar-se inferiors als altres, tot i que segurament reconeixerien ser diferents.

- Contràriament al trastorn de personalitat per evitació, aquells afectats per trastorn esquizoide de la personalitat no eviten les relacions socials per ansietat o sentiments d'incompetència, sinó perquè són realment indiferents a les relacions socials.

- Contràriament a la síndrome d'Asperger, el trastorn esquizoide de la personalitat no implica cap impediment en la comunicació no verbal (ej. falta de contacte visual o entonació inusual) o patrons d'interessos restringits o comportaments repetitius (ej. adherència estricta a rutines o rituals, interessos inusualment intensos en un únic tema). Al contrari, les persones amb personalitat esquizoide són típicament més indiferents respecte a les seves activitats. El trastorn esquizoide de la personalitat no afecta la capacitat d'expressar-se o comunicar-se eficaçment amb d'altres, i no es considera relacionat amb cap tipus d'autisme.

Sota estrès alguns esquizoides poden experimentar ocasionalment algun episodi de trastorn psicòtic breu.

### Perfil fenomenològic d'Akhtar
| Àrea                         | Característiques | Característiques |
| Àrea                         | Explícites | Ocultes |
| ---------------------------- | --- | --- |
| Concepte propi               | - complidor - estoic - no-competitiu - autosuficient - mancat d'asertivitat - sentiment d'inferioritat i mediocritat en la vida | - cínic - no autèntic (fals) - depersonalitzat - sensació de buit, com un autòmat, alternant amb fantasies venjatives omnipotents - grandiositat oculta |
| Les relacions interpersonals | - retret - distant - té pocs amics propers - immune a les emocions alienes - por de la intimitat | - subtilment sensible - molt curiós sobre els altres - famolenc d'amor - envejós d'espontaneïtat aliena - intensament necessitat de participació al costat d'altres - capaços d'emoció amb persones íntimes acuradament seleccionades                                    |
| Adaptació Social             | - prefereix les activitats ocupacionals i recreatives solitàries - variadament sociable o marginal en grups - vulnerable a les doctrines esotèrics, a causa d'una forta necessitat de pertànyer a alguna cosa - tendència a la indolència i la mandra | - falta la claredat a les seves metes - feble sentit de pertinença al seu grup ètnic - capacitat de treball constant (en general) - de vegades molt creatiu i capaç de contribucions úniques i originals - capaç d'una resistència apassionada en certs àmbits d'interès |
| Amor i sexualitat            | - asexual, de vegades celibatari - lliure d'interessos romàntics - aversió cap a xafarderies i insinuacions sexuals | - interessos voyeurístics secrets - vulnerables a sofrir d'erotomania - tendència cap a perversions compulsives |
| Ètica, Normes i Ideals       | - moral idiosincrásica i conviccions polítiques - tendència cap a interessos espirituals, místics i parapsicològics | - variabilitat moral - de vegades sorprenentment amoral i vulnerable a crims ocasionals: en altres moments, altruista, al punt del sacrifici propi |
| Estil Cognitiu               | - distret - absort en la fantasia - parla gandula i afectada - alternances entre l'eloqüència i incapacitat d'expressar-se | - pensament autista - fluctuacions entre un agut contacte amb la realitat externa i hiperreflexividad sobre si mateix - ús egocèntric del llenguatge. |

Les persones amb TEP prefereixen la independència, la solitud i el desinterès. També estan còmodes amb el fet que tenen una incapacitat per a l'extroversió. Malgrat que experimenten poc l'ansietat, poden fins i tot veure la diferència entre ells i la resta del món.
Un pacient amb TEP va comentar que no podia gaudir plenament de la vida que té perquè sent que està vivint dins d'una closca. A més, va assenyalar que la seva inestabilitat angoixava la seva esposa. D'acord amb Beck i Freeman, els pacients amb trastorns de la personalitat esquizoide es consideren "més observadors que participants en el món que els envolta".